# Contarinia gossypii
Contarinia gossypii är en tvåvingeart som beskrevs av Ephraim Porter Felt 1908. Contarinia gossypii ingår i släktet Contarinia och familjen gallmyggor. Inga underarter finns listade i Catalogue of Life.